# إجهاض الإناث في الهند

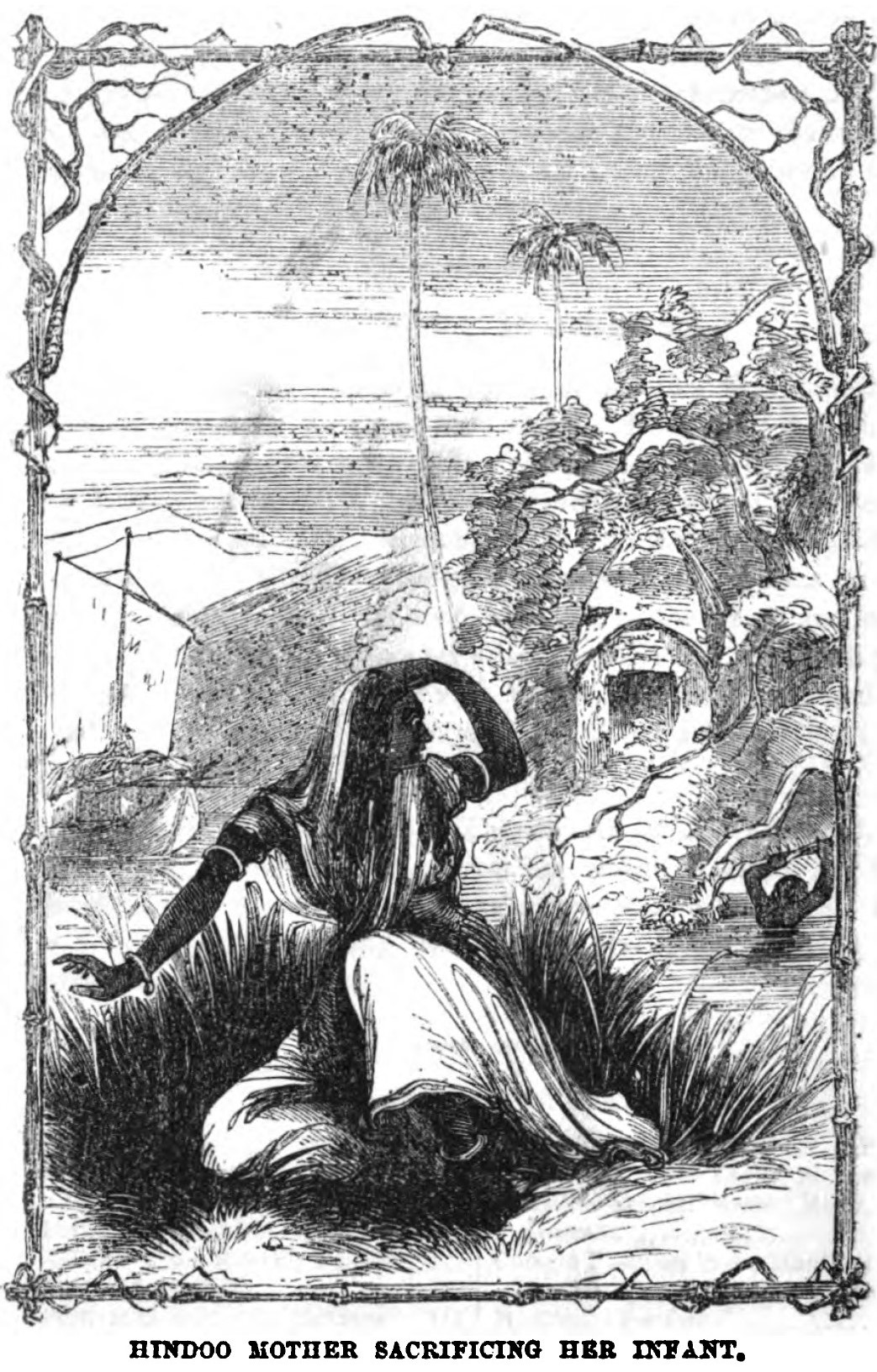

إجهاض الإناث في الهند هو إجهاض جنين أنثى بطريقة غير قانونية. ترتفع معدلات إجهاض الإناث في الهند يومًا بعد يوم. تتراوح نسبة الذكور إلى الإناث بين 103 و107 وأي رقم أعلى من ذلك يعتبر سببه عائدًا إلى إجهاض الإناث. وفقًا للإحصاء الرسمي للسكان في الهند والذي يتم إجراؤه كل عشر سنوات فإن نسبة الذكور إلى الإناث ممن تتراوح أعمارهم من 0 إلى 6 سنوات قد ارتفعت من 102.4 ذكر لكل 100 أنثى عام 1961 إلى 104.2 عام 1980 ثم إلى 107.5 في 2001 وأخيرًا إلى 108.9 عام 2011.
تتراوح نسبة الذكور إلى الإناث ضمن الحدود الطبيعية في جميع المقاطعات الشرقية والجنوبية من الهند، ولكنها ترتفع بشكل ملحوظ في مقاطعات غربية وبالأخص الشمال غربية منها مثل ماهاراشترا وهارايانا وجامو وكاشمير (118، 120، 116 على التوالي تبعًا للإحصاء الرسمي عام 2011). أظهر الإحصاء السكاني عام 2011 في مقاطعات ماهاراشترا وراجستان نسبة ذكور تبلغ 113، وبلغت 112 في قوجارات و111 في اتار بارادش.
تقترح بيانات الإحصاء السكاني وجود علاقة إيجابية تربط بين نسبة الذكور غير الطبيعية ووجود حالة اقتصادية أفضل ومحو للأمية. قد يرتبط إجهاض الإناث بنظام المهر في الهند، حيث يتم النظر للفتاة على أنها عبء مالي على الأهل. أظهرت الإحصاءات السكانية التي أُجريت في أعوام 1991 و2001 و2011 امتلاك المناطق الحضرية في الهند نسبة ذكور أعلى منها في المناطق الريفية، مما يعني ارتفاع معدل قتل الإناث في المناطق الحضرية أكثر من الريفية. المثل، تتواجد نسبة عالية من الذكور مقارنة بالإناث 115/100 في المناطق التي تكون الغالبية العظمى من سكانها من الهندوس أو السيخ أو المسلمين أو المسيحيين؛ كما تتواجد نسبة الذكور الطبيعية من 104 إلى 106 لكل فتاة أيضًا في المناطق التي تكون الغالبية العظمى فيها هي الهندوسية أو المسلمة أو السيخ أو المسيحية. تتناقض هذه البيانات الإحصائية مع الفرضيات التي تشير إلى انتشار حالة إجهاض الإناث بين الفئات غير المتعلمة والفقيرة التي تنتمي إلى دين معين في المجتمع الهندي.
هناك جدالات كثيرة حول ما إذا كان اختلاف النسبة بين الذكور والإناث قائمًا على جريمة قتل الإناث أم لأسباب طبيعية. أقرت الحكومة الهندية قانون تقنيات ما قبل الحمل وتشخيص ما قبل الولادة في عام 1994 والذي يمنع ويعاقب على معرفة جنس الجنين قبل الولادة وإجهاض الإناث. يُمنع بشكل قانوني الآن في الهند من الكشف عن جنس الجنين، على كل حال، هناك بعض المخاوف بشأن إساءة استخدام السلطات الحكومية للقانون السابق.

## الآثار المترتبة على ارتفاع نسبة الذكور
تشير إحدى الدراسات إلى أن أي نسبة من مواليد الذكور بالنسبة للإناث تتجاوز الحد الطبيعي بين 105-107 فهي تعني بالضرورة قيام الأهل بالإجهاض قبل الولادة. حيث يزعم هؤلاء العلماء بثبات نسبة الذكور إلى الإناث عند الولادة ونسبة الذكور في المجتمع في كل البلدان. لا يمكن تفسير وجود شذوذ عن الحد الطبيعي في نسبة الذكور إلى الإناث إلا عبر التلاعب بها، أي عبر الإجهاض حسب الجنس. قارنت أمارتيا سين ضمن مقال واسع بين نسبة المواليد بين الجنسية في مناطق مختلفة حول العالم: أوروبا 106 والولايات المتحدة 105 وآسيا أكثر من 107، وأضافت إلى أن معدلات وفيات الإناث المرتفعة في شرق آسيا تعود إلى الإجهاض المتطرف للإناث. أشارت سين إلى بحث يظهر أنه في حال تلقي كل من الرجال والنساء رعاية طبية وصحية متساوية، فستكتسب الإناث معدلات بقاء على قيد الحياء أفضل من ذي قبل وتتراجع عندها نسبة الذكور لكونهم الجنس الضعيف وراثيًا. تتجه سين إلى أن ارتفاع نسبة المواليد الذكور تشير إلى نقص في معدل الإناث يصل إلى فارق 11% في آسيا، أي وجود نحو أكثر من 100 مليون امرأة مفقودة من ضمن 3 مليارات امرأة موجودين في الهند ودول جنوب آسيا وغرب آسيا وشمال أفريقيا والصين.
هناك تفضيل كبير للذكور على الإناث في الهند، وهذا ما يؤدي إلى ارتفاع نسبة الذكور نتيجة تفضيل حياة الذكر على الأنثى. يوضح المنحنى في الرسم البياني التالي مدى تفضيل الأسرة الهندية التقليدية إنجابها أحد الجنسين على الآخر من وجة نظر اقتصادية. تميل معظم العائلات إلى إنجاب الذكور لذلك نجد المنحنى أعلى في المحور إكس. عندما يصبح إنجاب الفتاة أمرًا ذا تكلفة (بسبب ارتفاع أسعر المهر وقلة العائد المالي من الفتاة مقارنةً بالولد إضافةً للنفقات التعليمية والصحية) نجد أن المنحنى يتحول إلى داخل المحور إكس. على الرغم من أن الميزانية تبقى نفسها في كلتا الحالتين، إلا أن إنجاب فتاة أمر ذا كلفة أكبر من إنجاب طفل ذكر. يظهر تأثير الاستبدال انتقال الناس من النقطة A في منحنى السواء الأول إلى النقطة B في منحنى السواء الثاني. أي أنهم ينتقلون من نسبة منخفضة للإناث تبعًا لأسباب اجتماعية مختلفة، إلى نسبة أقل مظرًا للمسؤولية المالية التي تحمّلها الفتاة للأهل. مع الوقت، تتسبب كثرة ولادات الذكور في زيادة نسبة الذكور على الإناث ضمن المجتمع. يستند الرسم البياني إلى النموذج الوحدوي للأسرة، حيث يُنظر إلى الأسرة على أنها كيان واحد يتخذ القرارت المتعلقة بالميزانية. مع ذلك، يشير النموذج الوحدوي للأسرة إلى امتلاك أفراد الأسرة تفضيلات مختلفة بالنسبة لجنس المولود، وأنه يمكن لفرد ما منهم تطبيق ما يفضلة على أساس قوته التفاوضية. يرجح النموذج الوحدوي في الهند إلى إعطاء الأولوية في موضوع اختيار جنس الجنين إلى الذكور نظرًا لفرض سيطرتهم ضمن الأأسرة في المنزل. لا يعني ذلك أن جميع الأسر الهندية تتبع نفس النموذج، ولكن العديد منها يفعل ذلك مما يؤدي إلى ارتفاع نسبة الذكور مقارنة بالإناث.
تم ربط إجهاض الإناث في الهند إلى وصول تقنية التصوير بالأمواج فوق الصوتية في أوائل تسعينات القرن الماضي وتوافرها بشكل يسير للجميع. يقوم تخطيط صدى التوليد (الذي يُسمّى في اللغة الدارجة الأشعة الصوتية التوليدية) والذي يتم عبر المهبل أو البطن بفحص جنس المولود، ويمكن إجراؤه بعد الأسبوع 12 من الحمل، حيث يمكن تحديد جنس الجنين بدقة تصل إلى 75% وفقًا لدراسة نُشرت علم 2001. تبلغ دقة تحديد جنس الذكور 50% والإناث نحو 100%. تعطي الموجات فوق الصوتية نتيجة دقيقة في حوالي 100٪ من الحالات عند إجرائها بعد الأسبوع 13 من الحمل.

## توافرها
وصلت تكنولوجيا الموجات فوق الصوتية إلى الصين والهند في عام 1979، ولكنها لم تلق رواجها سريعًا في الهند حينها. ظهرت تقنية تحديد المولود باستخدام الأأمواج فوق الصوتية لأول مرة ضمن المدن الكبرى في الهند خلال بداية الثمانينيات من القرن الماضي، ثم وصل استخدامها إلى المناطق الحضرية في التسعينات، إلى أن أصبحت واسعة الإنتشار مع بداية القرن الحادي والعشرين.

## تقديرات حول معدل إجهاض الإناث
تختلف معدلات إجهاض الأجنة الإناث بين الباحثين. تشير مجموعة من الباحثين إلى أن أكثر من 10 ملايين من الإناث الأجنة أجهضت بشكل غير قانوني في الهند منذ فترة التسعينيات، وأنه يتم إجهاض حوالي نصف مليون جنين أنثى كل عام.